# 2002년 8월
| 2002년: 1월 · 2월 · 3월 · 4월 · 5월 · 6월 · 7월 · 8월 · 9월 · 10월 · 11월 · 12월 |

| <          | 2002년 8월 | 2002년 8월 | 2002년 8월 | 2002년 8월  | 2002년 8월 | >          |
| 일         | 월         | 화         | 수         | 목          | 금         | 토         |
|            |            |            |            | 1 6.23 신축 | 2 24 임인  | 3 25 계묘  |
| 4 26 갑진  | 5 27 을사  | 6 28 병오  | 7 29 정미  | 8 30 무신   | 9 7.1 기유 | 10 2 경술  |
| 11 3 신해  | 12 4 임자  | 13 5 계축  | 14 6 갑인  | 15 7 을묘   | 16 8 병진  | 17 9 정사  |
| 18 10 무오 | 19 11 기미 | 20 12 경신 | 21 13 신유 | 22 14 임술  | 23 15 계해 | 24 16 갑자 |
| 25 17 을축 | 26 18 병인 | 27 19 정묘 | 28 20 무진 | 29 21 기사  | 30 22 경오 | 31 23 신미 |

| 편집하기 |

## 2002년8월 31일
- 대한민국과 조선민주주의인민공화국, 제2차 남북경제협력추진위원회, 경의선. 동해선 철도 및 도로 연결 착공 관련 8개 항목에 합의하다.
- 태풍 루사가 상륙하여 많은 피해가 발생하다.

## 2002년8월 29일
- 대한민국의 헌법재판소, 부부자산소득 합산과세에 대한 위헌을 결정하다.

## 2002년8월 26일
- 대한민국 국회, 장대환 총리서리에 대한 인사청문회를 개최하다.

## 2002년8월 23일
- 김정일 조선민주주의인민공화국 국방위원장과 블라디미르 푸틴 러시아 대통령이 블라디보스토크에서 정상회담을 열다.

## 2002년8월 22일
- 대한민국, 위암과 대장암을 동시 절제 복강경 수술을 대한민국 내에서 첫 성공하다.

## 2002년8월 20일
- 대한민국 군의문사진상규명위원회, 1984년에 의문사한 허원근 일병 사건의 진상을 발표하다.

## 2002년8월 18일
- 조선민주주의인민공화국 주민 21명, 어선을 타고 서해 공해상에서 경유해서 귀순하다.

## 2002년8월 14일
- 대한민국과 조선민주주의인민공화국, 제7차 남북장관급회담 합의안 공동보도문을 발표하다.

## 2002년8월 12일
- 대한민국과 조선민주주의인민공화국, 서울에서 제7차 남북장관급회담을 열다.

## 2002년8월 10일
- 부산 실로암 요양원 산사태로 4명이 사망하다.

## 2002년8월 9일
- 새 총리서리에 장대환(張大煥) 매일경제신문사장이 지명되다.

## 2002년8월 7일
- 콜롬비아 신임대통령 취임식장 인근에서 폭탄테러가 발생하여 17명이 사망하다.

## 2002년8월 4일
- 남북실무접촉 대표, 남북장관급회담(제7차) 재개와 북한 선수단의 아시안게임 참가를 논의하다.

## 2002년8월 3일
- 중국 베이징 주재 한국총영사관에 진입했던 탈북자 11명 대한민국으로 입국하다.

## 2002년8월 2일
- 앙골라 반군 군대 해산으로 27년 앙골라 내전이 종전되다.

## 2002년8월 1일
- 동남아시아 국가 연합(ASEAN) 회원국, 미국과 반테러협정을 체결하다.